# Linwood Boomer
Linwood Boomer (* 9. Oktober 1955 in Vancouver, Kanada) ist ein Fernsehproduzent, Drehbuchautor und Schauspieler.

## Leben

### Karriere
Schon früh zeigte Boomer Interesse für das Schauspiel und die Unterhaltungsindustrie. Seine Karriere als Darsteller begann er im Jahr 1978, im Alter von 23 Jahren, mit der Rolle des Adam Kendall in der Serie Unsere kleine Farm. Im selben Jahr trat er im Fernsehfilm Suddenly Love auf. Nach weiteren Gastrollen in Fernsehserien begann er seinen Fokus auf die Arbeit hinter der Kamera zu richten. 1987 erschien Harrys wundersames Strafgericht (Originaltitel: Night Court) – das erste Projekt von Boomer, bei welchem er als Produzent tätig war.
Bekannt wurde er vor allem als Darsteller in Unsere kleine Farm sowie als Erfinder der Fernsehserie Malcolm mittendrin. Für diese war er auch als Drehbuchautor tätig und erhielt im Jahr 2000 den Emmy in der Kategorie Outstanding Writing for a Comedy Series. Linwood Boomer ist auch als Regisseur tätig und inszenierte 2007 seinen ersten Film I’m with Stupid.

### Privat
Linwood Boomer wurde 1955 als drittes Kind seiner Mutter Eileen geboren. Er hat insgesamt drei Brüder, zwei ältere und einen jüngeren. Seine eigene Kindheit diente ihm als Inspiration für die Entwicklung der Fernsehserie Malcolm Mittendrin.
Boomer hat ein Kind mit seiner ersten Frau Shannon Denise Melikan.
Heute ist er mit Tracy Katsky verheiratet. Das Paar hat vier gemeinsame Kinder.

## Filmografie

### Als Darsteller
- 1978–1981: Unsere kleine Farm (Little House on the Prairie, Fernsehserie, 35 Episoden)
- 1978: Suddenly, Love (Fernsehfilm)
- 1979: Greatest Heroes of the Bible (Fernsehfilm)
- 1979: Little House Years (Fernsehfilm)
- 1980: Hawaii Fünf-Null (Hawaii Five-O, Fernsehserie, Episode 12x15)
- 1982: Love Boat (Fernsehserie, Episode 5x17)
- 1983: Fantasy Island (Fernsehserie, Episode 6x16)
- 1983: Die Zeitreisenden (Voyagers!, Fernsehserie, Episode 1x19)
- 1985: Schatten der Leidenschaft (The Young and the Restless, Fernsehserie, Episode 3242)
- 2006: Malcolm Mittendrin (Malcolm in the Middle, Fernsehserie, Episode 7x22)
- 2018: Santa Clarita Diet (Fernsehserie, Episode 4x04)

### Als Produzent
- 1987–1988: Harrys wundersames Strafgericht (Night Court, Fernsehserie, 22 Episoden)
- 1992: Red Dwarf (Fernsehfilm)
- 1994: The Boys Are Back (Fernsehserie, 2 Episoden)
- 1996: Hinterm Mond gleich links (3rd Rock from the Sun, Fernsehserie, 19 Episoden)
- 1996: Townies (Fernsehserie, 14 Episoden)
- 2000: God, the Devil and Bob (Fernsehserie, 10 Episoden)
- 2000–2006: Malcolm mittendrin (Malcolm in the Middle, Fernsehserie, 151 Episoden)
- 2006: Drive/II (Fernsehfilm)
- 2009: The Karenskys (Fernsehfilm)
- 2012–2013: The Mindy Project (Fernsehserie, 6 Episoden)

### Als Drehbuchautor
- 1985–1986: Silver Spoons (Fernsehserie, 6 Episoden)
- 1986–1988: Harrys wundersames Strafgericht (Night Court, Fernsehserie, 7 Episoden)
- 1992: Red Dwarf (Fernsehfilm)
- 1993: Küss mich, Kleiner! (Flying Blind, Fernsehserie, Episode 1x13)
- 1994–1995: The Boys Are Back (Fernsehserie, 4 Episoden)
- 1996: Hinterm Mond gleich links (3rd Rock from the Sun, Fernsehserie, 2 Episoden)
- 1996: Townies (Fernsehserie, 2 Episoden)
- 2000–2006: Malcolm mittendrin (Malcolm in the Middle, Fernsehserie, 151 Episoden)
- 2009: The Karenskys (Fernsehfilm)

### Als Regisseur
- 2005–2006: Malcolm mittendrin (Malcolm in the Middle, Fernsehserie, 5 Episoden)
- 2006: Help Me Help You (Fernsehserie, 3 Episoden)
- 2007: I’m with Stupid (Fernsehfilm)

## Auszeichnungen
| Preisverleihung | Kategorie                                           | Resultat  | Datum |
| --- | --------------------------------------------------- | --------- | ----- |
| Primetime Emmy für Harrys wundersames Strafgericht | Outstanding Comedy Series                           | Nominiert | 1988  |
| Primetime Emmy für die Pilotfolge von Malcolm mittendrin | Outstanding Writing for a Comedy Series             | Gewonnen  | 2000  |
| Primetime Emmy für Malcolm mittendrin, zusammen mit Bob Stevens, Gary Murphy, Neil Thompson, Alan J. Higgins, Michael Glouberman, Andrew Orenstein, Todd Holland, Alex Reid, James Simons, Ken Kwapis und Jeff Melman                                                            | Outstanding Comedy Series                           | Nominiert | 2001  |
| Nova Award für Malcolm mittendrin | Most Promising Producer in Television               | Gewonnen  | 2001  |
| OFTA Television Award (Online Film & Television Association) für Malcolm mittendrin, zusammen mit Michael Glouberman, Gary Murphy, Alex Reid, Andrew Orenstein, Maggie Bandur, Dan Kopelman, Neil Thompson, Alan J. Higgins, Ian Busch, Dan Danko, Tom Mason und Larry Strawther | Best Writing in a Comedy Series                     | Nominiert | 2002  |
| PGA Award für Malcolm mittendrin, zusammen mit James Simons, Bob Stevens, Gary Murphy, Neil Thompson, Alan J. Higgins, Michael Glouberman, Andrew Orenstein, Michael Borkow und Alex Reid                                                                                        | Outstanding Producer of Episodic Television, Comedy | Nominiert | 2003  |
| PGA Award für Malcolm mittendrin, zusammen mit James Simons, Matthew Carlson, Gary Murphy, Neil Thompson, Michael Glouberman, Andrew Orenstein, Michael Borkow, Alex Reid und Rob Hanning                                                                                        | Outstanding Producer of Episodic Television, Comedy | Nominiert | 2004  |
| WGA Award (Writers Guild of America) für The Mindy Project, zusammen mit Ike Barinholtz, Jeremy Bronson, Adam Countee, Harper Dill, Mindy Kaling, Chris McKenna, B. J. Novak, David Stassen und Matt Warburton                                                                   | New Series                                          | Nominiert | 2013  |